# Evangelische Kirche Reiskirchen (Hüttenberg)

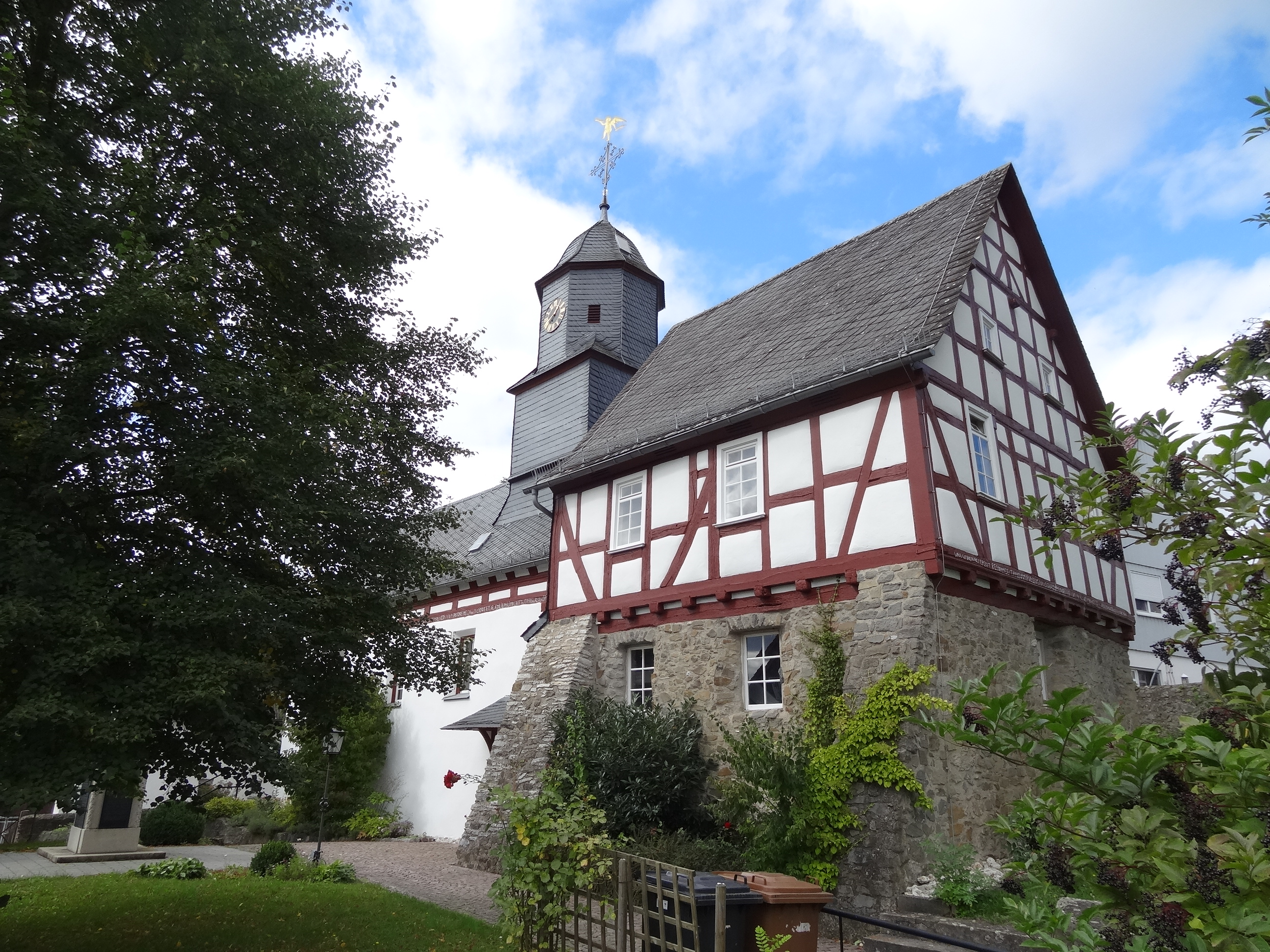
Kirche von Südosten

Die Evangelische Kirche in Reiskirchen, einem Ortsteil von Hüttenberg im Lahn-Dill-Kreis (Mittelhessen), ist das älteste Gebäude des Ortes. Sie besteht aus zwei ursprünglich separaten Baukörpern. Die westliche Kapelle aus unbekannter Erbauungszeit erhielt im Jahr 1652 ihre heutige Gestalt. Der östliche Anbau, ein ehemaliges Wohnhaus für einen Lehrer, hat ein Obergeschoss aus Fachwerk und wurde 1651/52 oder 1724 mit dem Westteil verbunden. Die Saalkirche mit Haubendachreiter prägt das Ortsbild und ist hessisches Kulturdenkmal.

## Geschichte

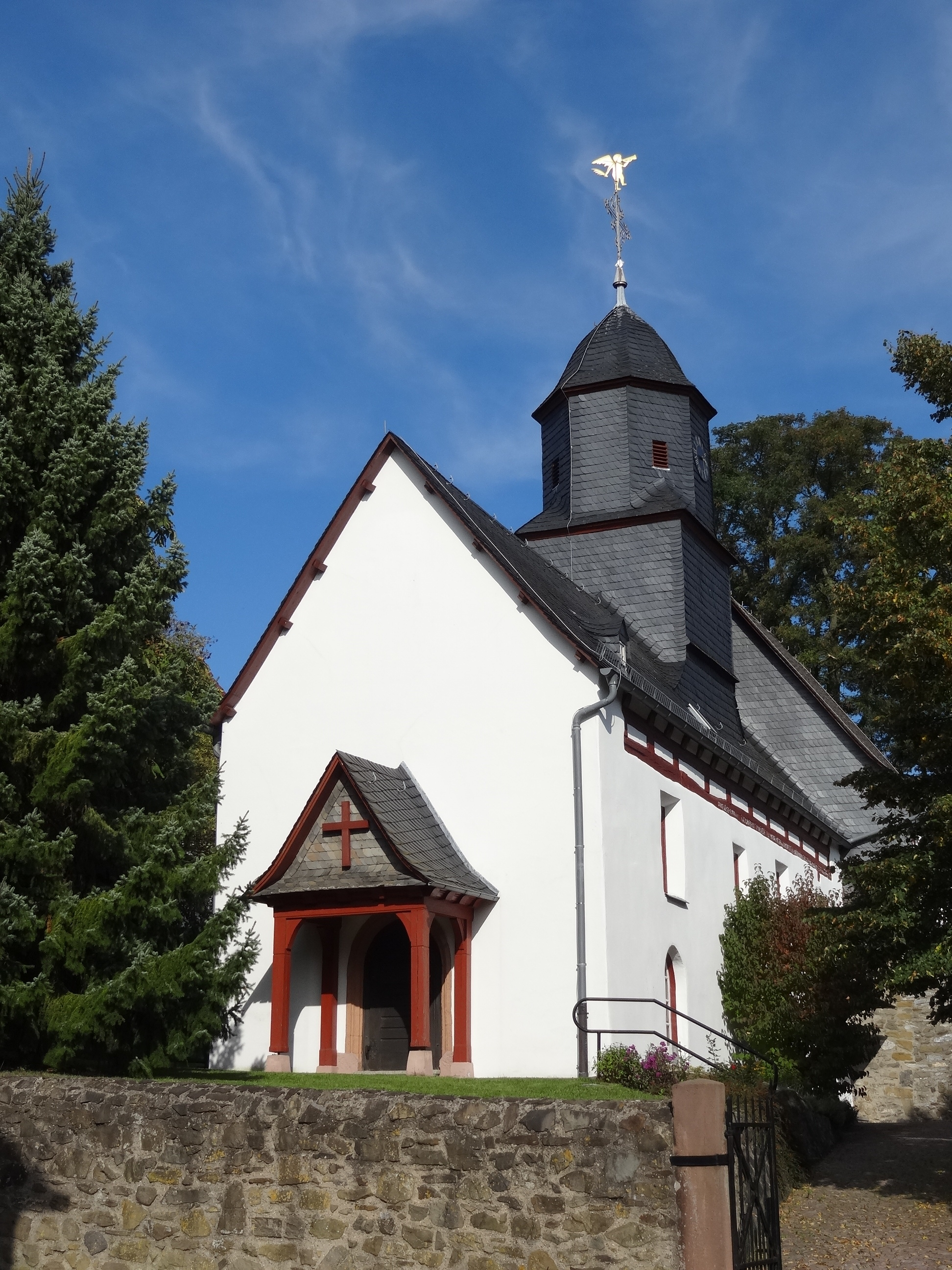
Kirche von Südwesten

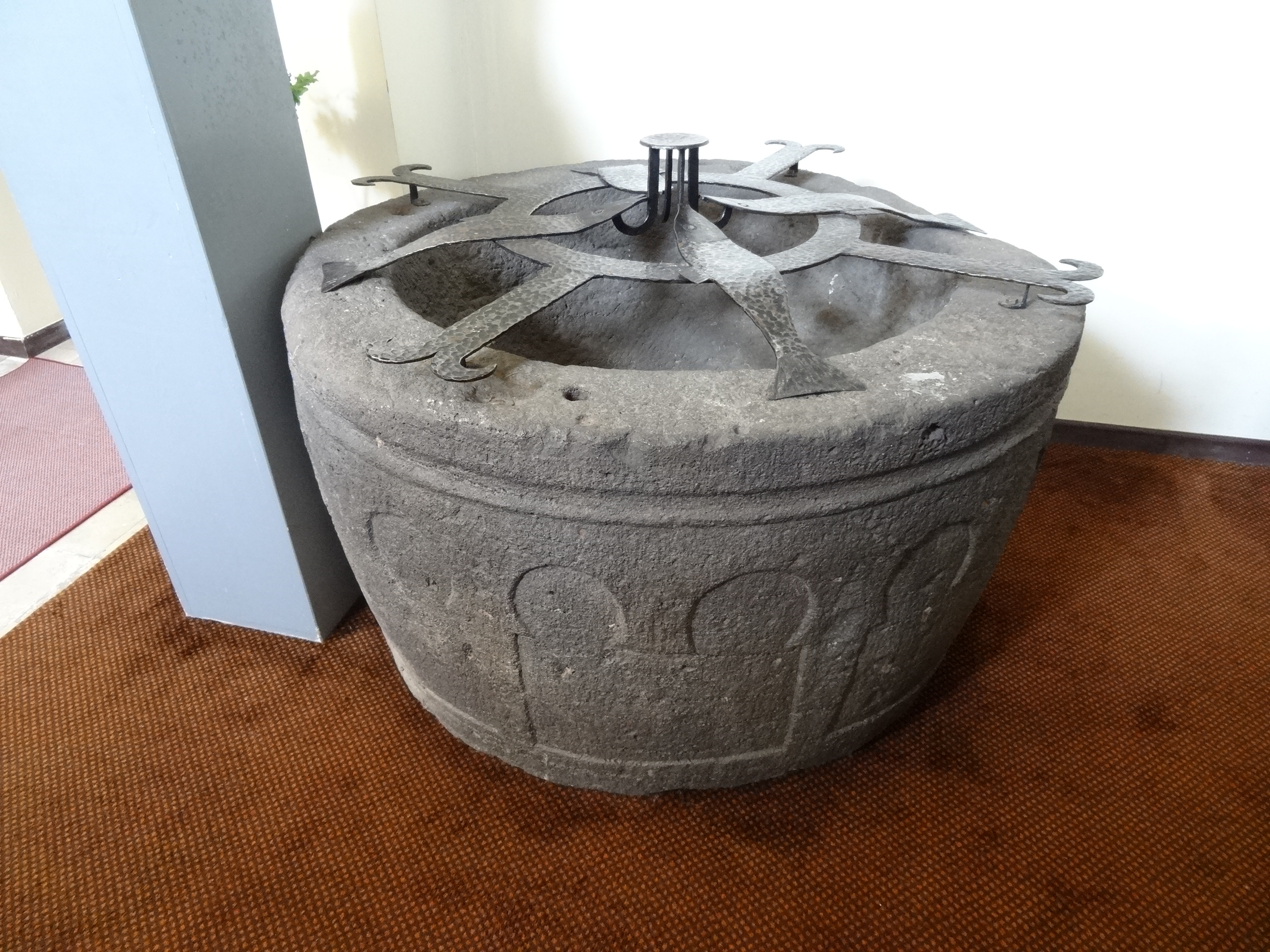
Romanisches Taufbecken

Im 12. Jahrhundert ist erstmals eine Kirche nachgewiesen, als die Herren von Eppstein Reiskirchen mit Kirche nach dem Tod des Grafen Gerhard von Nürings zu Lehen erhielten. Ernst von Eschborn ist im Jahr 1226 als erster Pfarrer bezeugt, ein weiterer mit Namen Johann Weigel im Jahr 1366. Zu dieser Zeit gehörten 120 Morgen Acker- und Weideland zur Kirche, die 1568 durch die Zusammenlegung mit Niederwetz noch um 60 Morgen erweitert wurden. Die entsprechenden stattlichen Pfarreinkünfte brachten einen großen Aufwand für die Bewirtschaftung mit sich und führten häufig zu Verhandlungen und Streitigkeiten über die Höhe des „Zehnten“. Reiskirchen gehörte im ausgehenden Mittelalter zum Kirchspiel Büblingshausen und Oberrechtenbach im Archipresbyterat Wetzlar des Archidiakonats St. Lubentius Dietkirchen im Bistum Trier. Das Patronatsrecht übten im Jahr 1226 die Grafen von Münzenberg, 1360 Philipp von Falkenstein und 1536/38 die Herren von Buseck aus.
Mit Einführung der Reformation wechselte Reiskirchen im Jahr 1526 zum evangelischen Bekenntnis. Um 1530 predigte ein Vikar Jakob Lich vom Wetzlarer Stift evangelisch.
Die Friedhofsmauer ist mit dem Jahr 1614 datiert, was sich auf die Errichtung der Mauer oder des „Narrenhäuschens“ bezieht, einer kleinen Haftzelle mit Kette und Halseisen, die 1830 abgetragen wurde. Nicht nachweisbar ist, wann die Kapelle und das Wohnhaus errichtet wurden. Der Dachreiter ist jünger als die Kirche und wurde später ergänzt. Laut einer Inschrift wurde die Kirche im Jahr 1652 während der Amtszeit von Pfarrer Melchior Lucas gebaut oder umgebaut. Sie geht im Kern aber wahrscheinlich auf ältere Teile zurück. Das östlich der Kirche errichtete Wohnhaus des Lehrers, das ursprünglich über drei bis vier Zimmer und Dachboden verfügte, wurde im Jahr 1651 oder 1724 an die Kirche angeschlossen. Bereits im Jahr 1692 fungiert das Untergeschoss als (niedriger) Chor. In einem Visitationsprotokoll heißt es, dass ein Lehrer Zickel aus Cleeberg und ein Lehrer Johann Wilhelm Schmidt „auf der Kirch“ seine Wohnung hatte, die durch eine Außentreppe zugänglich war. Beim großen Dorfbrand am 27. April 1706 blieben nur die Kirche und wenige Gebäude verschont. Als Brandstifterin und Hexe wurde die Frau von Johann Jost Schmidt, „Kochhansin“ genannt, verdächtigt. Übergangsweise hielt der Lehrer den Schulunterricht nun in seiner Oberwohnung. Als im Jahr 1724 eine neue Schule fertiggestellt wurde, wurde die Decke zwischen den Geschossen durchbrochen („eingeschmissen“), was eine deutliche Vergrößerung der Kirche zur Folge hatte. Die Westwand der Wohnung wurde entfernt und beide Gebäude miteinander verbunden.
Bis ins 18. Jahrhundert hinein hatte die Reiskirchener Kirchengemeinde hohe wirtschaftliche Einkünfte zu verzeichnen, angeblich 2000 bis 2500 Reichstaler jährlich. Der Pfarrer erhielt ein stattliches Gehalt. Fürst Karl August beendete die Situation durch eine Einpfarrung im Amt Atzbach im Gebiet des Walpurgisstifts Weilburg. In einer Verordnung von 1742 glich er die Pfarrgehälter an und verbot den Pfarrern den Ackerbau, was nach mündlicher Überlieferung auf eine Begegnung mit Pfarrer Martin Imgarten zurückgehen soll. Als der Fürst auf dem Stoppelberg auf der Jagd war, wunderte er sich, als eine vierspännige Kutsche vorfuhr. Als ihm erklärt wurde: „es sey der Pfarrer Imgarten von Reißkirchen, welcher mit zur Jagd eingeladen sey“, soll der Fürst entgegnet haben: „Der Befehl Jesu an seine Apostel war, gehet hin in alle Welt; ich werde dafür sorgen, daß die Nachfolger der Apostel diesem Befehle nachfolgen und nicht mehr in Chaisen fahren.“
Im Jahr 1772 besuchte Johann Wolfgang von Goethe mit Charlotte Buff und deren Schwester den Reiskirchener Pfarrer. Die Begegnungen fanden in seinem Roman Die Leiden des jungen Werthers ihren literarischen Niederschlag. Mit dem Wiener Kongress (1814/15) wurde Reiskirchen dem Kreis Wetzlar dem Regierungsbezirk Koblenz zugeschlagen und wurde damit nach 500 Jahren nassauischer Herrschaft preußisch. Die Kirchengemeinde gehört seitdem zur Evangelischen Kirche im Rheinland. Zwar gehört der Ort seit 1932 wieder zu Hessen-Nassau, blieb in kirchlicher Hinsicht aber weiterhin bei der Rheinischen Kirche.
Im Zuge einer Renovierung 1949/50 erhielt die Kirche einen neuen Steinfußboden und die Westseite einen zusätzlichen Eingang mit einem Vordach. Der westliche Südeingang wurde verschlossen. Zudem entstand die Sakristei, Orgelempore und die „Männerbühne“ wurden vergrößert, da durch Verlegung des Eingangs Platz entstanden war.
Reiskirchen und Niederwetz, die seit langem pfarramtlich verbunden waren, bilden seit 2015 eine gemeinsame Kirchengemeinde. Diese ist pfarramtlich verbunden mit der ebenfalls 2015 fusionierten Gemeinde Vollnkirchen/Volpertshausen/Weidenhausen und gehört zum Evangelischen Kirchenkreis an Lahn und Dill in der Evangelischen Kirche im Rheinland.

## Architektur

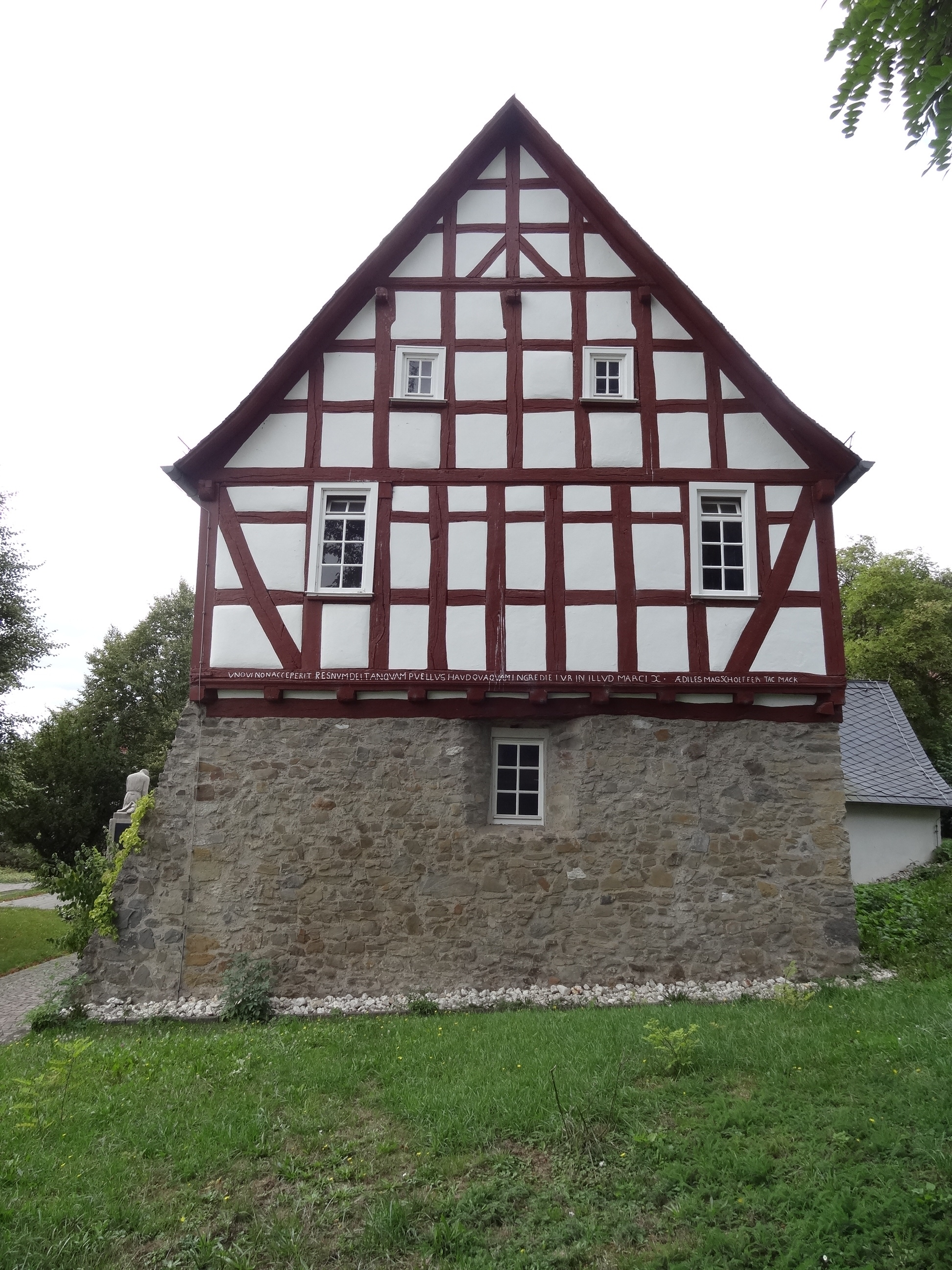
Ostseite mit Fachwerkobergeschoss

Die annähernd geostete Saalkirche inmitten eines ummauerten Friedhofs am südlichen Dorfrand besteht aus zwei ursprünglich separaten Baukörpern, die nachträglich miteinander verbunden wurden. Das westliche Kirchenschiff hat einen zweigeschossigen, verschieferten Dachreiter. Über einem Kubus erhebt sich das achtseitige Geschoss, an dem das Zifferblatt der Uhr und kleine Schalllöcher angebracht sind. Der Dachreiter schließt mit einer Haube ab, die von einem Turmknopf, verzierten Kreuz und Posaune blasenden Engel als Wetterfahne bekrönt wird. Die südliche Langseite wird im unteren Bereich durch ein großes Rundbogenfenster, im oberen Bereich durch vier rechteckige Fenster belichtet. Die westliche Giebelseite und die Nordseite sind fensterlos. An der Südseite findet sich zwischen den Fenstern und der Traufe Fachwerk mit der Bauinschrift von 1652: „ANNO 1652 · 10 MAR IIII XIRUCIUM EST. HOC TEMPLI AEDIFICIUM PASTORE MELCHIORE LVCIO WETZTLAR ÆDILIB. PHILIPPO CRAFTEN, ET PHILIPPO REULN OPIFICE WENkeln SCHWagern NIDE[?]“. Ein rundbogiges Südportal mit verschiefertem Vordach befindet sich ganz im Osten des Schiffs, ein weiterer Eingang mit Rundbogen, der sandsteinfarben gestrichen ist, an der Westseite. Der Schlussstein ist mit dem Jahr 1949 bezeichnet. Dieser Westeingang hat einen kleinen hölzernen Vorbau mit verschiefertem Satteldach. An der verschieferten Giebelseite ist ein Holzkreuz befestigt.
Der östliche Anbau ist breiter als das Kirchenschiff und im Untergeschoss aus Bruchsteinmauerwerk, im Obergeschoss aus Fachwerk gebaut. An der Südseite stützen zwei mächtige Streben das Gebäude ab. Beide Geschosse weisen an der Südseite je zwei rechteckige Fenster auf. An der Giebelseite ist im Untergeschoss ein kleines rechteckiges angebracht, im Obergeschoss zwei rechteckige Fenster und im Giebeldreieck zwei sehr kleine Rechteckfenster. An der Nordseite ist im Obergeschoss des Fachwerkbaus die verschlossene Eingangstür zu sehen, die früher durch eine Außentreppe zugänglich war. Die Inschrift an der Giebelseite greift den Ausspruch Jesu über die Kinder aus Mt 18,3  auf: „VNOVI NON ACCEPERIT REGNVM DEI TANQVAM PVELLVS HAVDQVAQVAM INGREDIETVRIN ILLVD MARCI X · ÆDILES MAG[ister] SCHOEFFER TAC MACK“.
An der Nordseite ist mittig eine kleine Sakristei mit einem verschieferten Satteldach angebaut, das bis an den Dachfirst der Kirche reicht. Eine rechteckige Tür und ein kleines rechteckiges Fenster befinden sich an der Westseite, im Giebeldreieck eine weitere rechteckige Öffnung mit einer Brettertür.

## Ausstattung

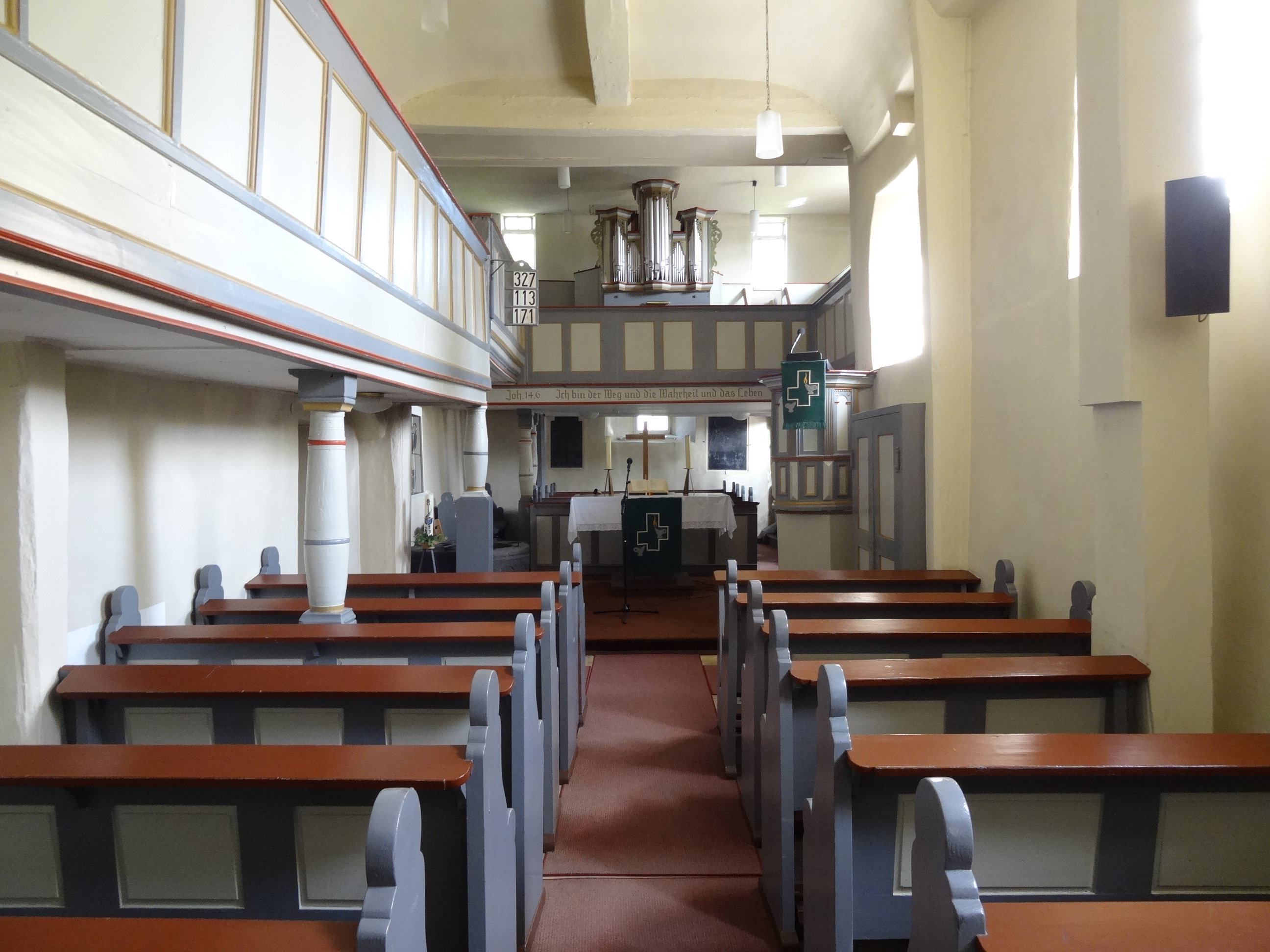
Innenraum in Richtung Osten

Der flachgedeckte Innenraum hat einen Unterzug mit hölzernen Wandstützen und Voute. Die dreiseitige Empore ruht auf bauchigen toskanischen Säulen mit hohen, viereckigen Basen und schlichten, kubusförmigen Kapitellen. Sie dient an der Ostseite, wo sich früher die Wohnung des Lehrers befand, als Orgelempore. Das Gestühl hat geschnitzte Wangen und lässt einen Mittelgang frei.
Ältestes Ausstattungsstück ist ein großes romanisches Taufbecken mit Hufeisenfries. Die polygonale Barockkanzel datiert vom Ende des 17. Jahrhunderts, der Pfarrstuhl aus dem 18. Jahrhundert. Sie werden durch einen gemeinsamen Unterbau verbunden und schließen in gleicher Höhe ab. Der Pfarrstuhl weist im oberen Bereich durchbrochenes Gitterwerk auf. Die Kanzel ist in zwei Zonen gegliedert und hat Rundbögen in den oberen Feldern, während die unteren kassettiert sind.

## Orgel

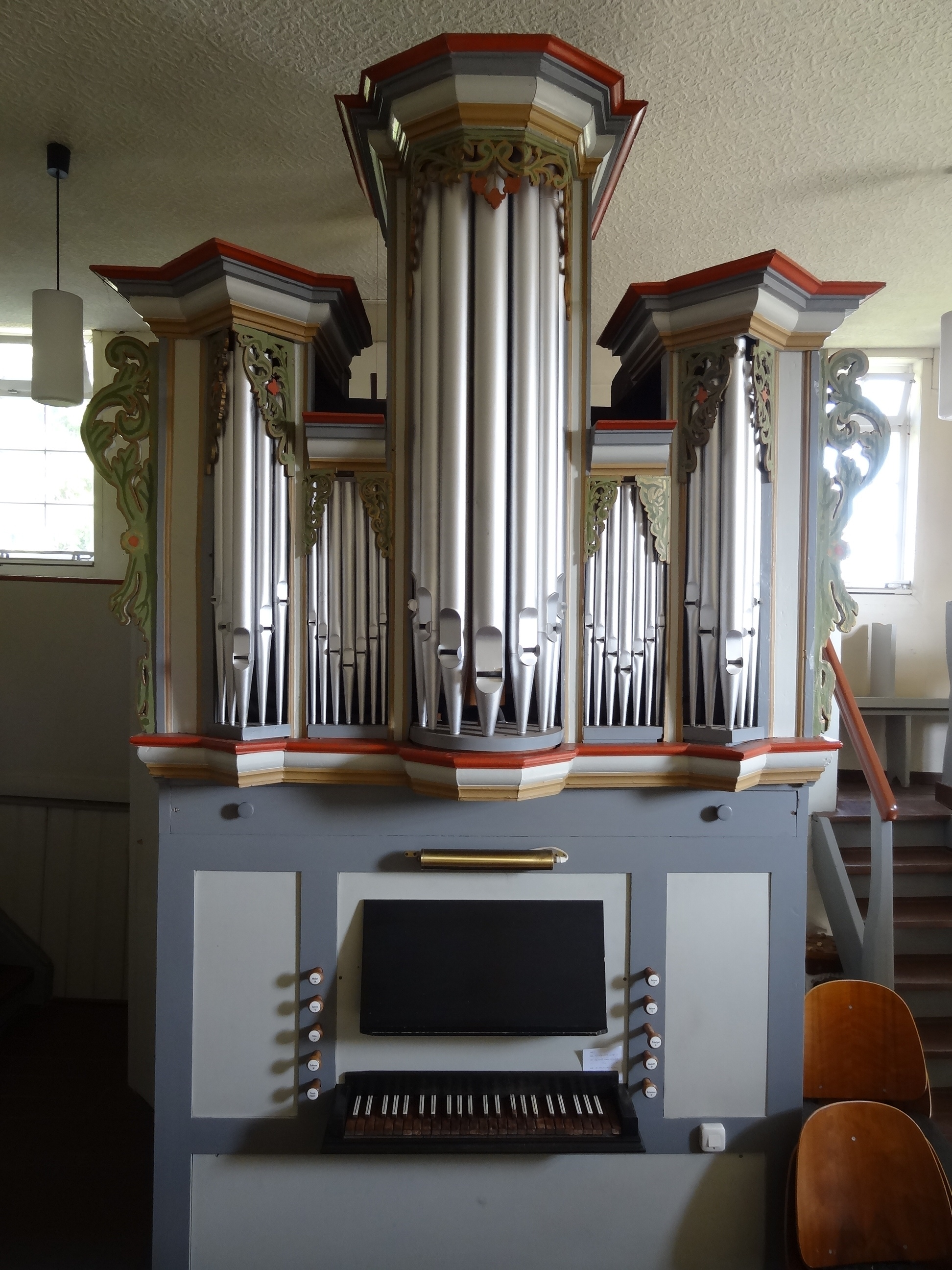
Historischer Orgelprospekt aus der Zeit um 1700

Als Johann Georg Bürgy von 1816 bis 1823 eine neue Orgel in Melbach baute, kauften die Reiskirchener 1815 die alte Orgel für 250 fl. Die einmanualige Orgel verfügte über sieben Register und hatte kein Pedal. Wahrscheinlich geht das Instrument auf den Orgelbauer Grieb aus Griedel zurück. Der Prospekt entspricht dem „mitteldeutschen Normaltyp“ mit überhöhtem, polygonalem Mittelturm, zwei seitlichen Spitztürmen und niedrigen Flachfeldern, die die Türme verbinden. Der durchlaufende untere Gesimskranz ist reich profiliert, in gleicher Machart die bekrönenden Gesimse. Die Pfeifenfelder werden mit geschnitztem Schleierwerk abgeschlossen, das die Orgel auch an beiden Seiten in Form von „Orgelohren“ flankiert. Im Jahr 1872 fügte Orgelbauer Weller ein angehängtes Pedal an. Der Orgelbauer Eichhorn aus Weilmünster ergänzte im Jahr 1884 ein eigenständiges Pedal mit zwei Stimmen. Im Jahr 1952 bauten E. F. Walcker & Cie. ein neues Werk unter Einbeziehung des alten Prospekts und Beibehaltung der alten Disposition.
| Manual C–c3 |       |
| Gedackt     | 8′    |
| Principal   | 4′    |
| Flöte       | 4′    |
| Octave      | 2′    |
| Quinte      | 1 ⁄3′ |
| Oktave      | 1′    |
| Mixtur III  |       |

| Pedal C–d1 |     |
| Subbass    | 16′ |
| Octavbass  | 8′  |

- Koppeln: I/P

## Glocken

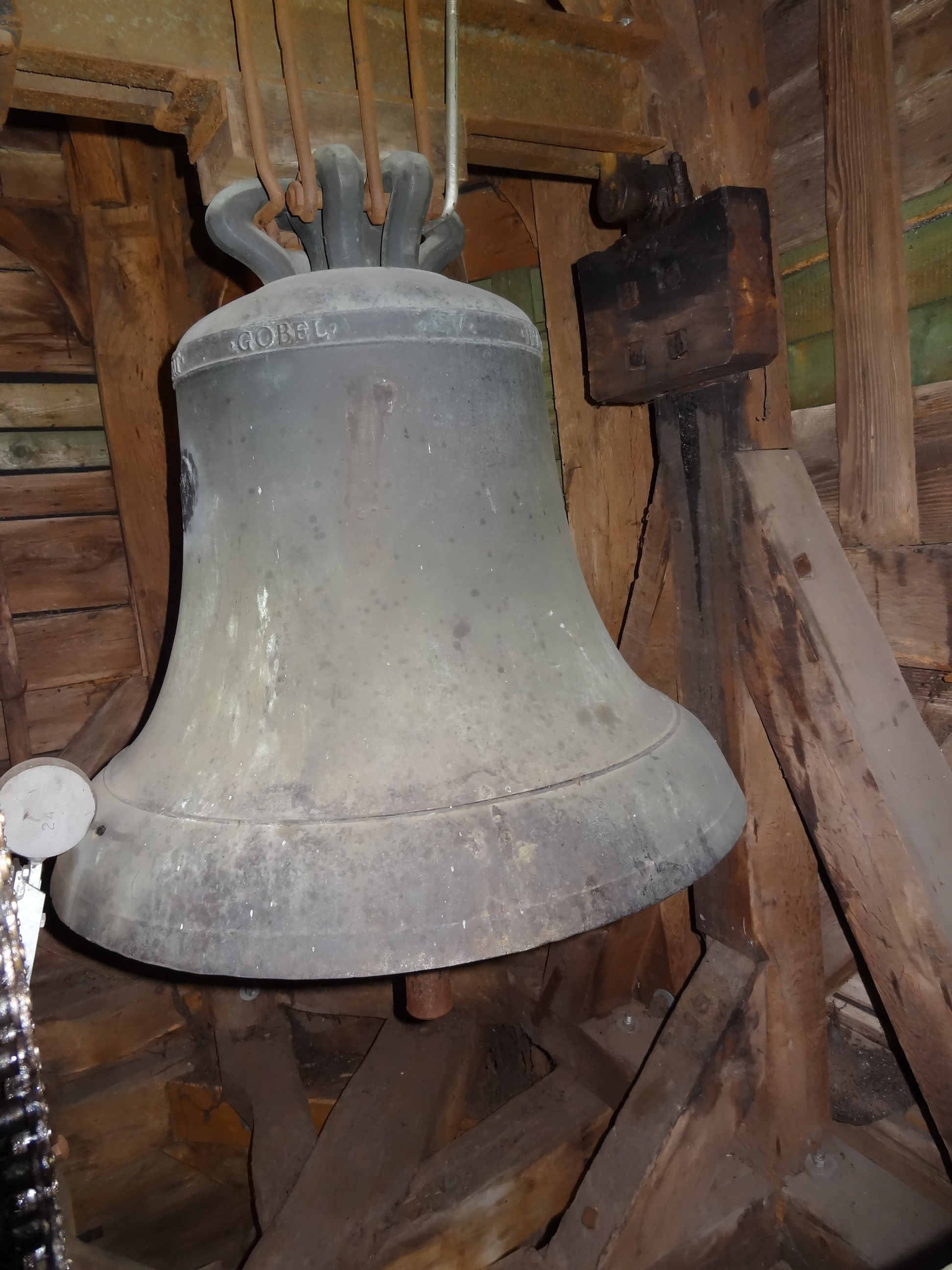
Göbel-Glocke von 1573

Der Dachreiter beherbergt zwei Bronzeglocken. Die kleine Glocke von Laux Rucker aus dem Jahr 1596 zersprang 1882 und wurde von Georg Hamm, Kaiserslautern, umgegossen. Nachdem sie im Ersten Weltkrieg beschlagnahmt worden war, goss F. W. Rincker eine neue Glocke als Ersatz. Sie wurde im Zweiten Weltkrieg abgegeben und 1950 von Rincker ersetzt.
| Nr. | Gussjahr | Gießer, Gussort                | Schlagton |
| 1   | 1573     | Conrad Göbel, Frankfurt (Main) | h1        |
| 2   | 1950     | Gebr. Rincker, Sinn            |           |